# Polypodieae
Polypodieae es una tribu de helechos de la  subfamilia Polypodioideae, familia Polypodiaceae. Sus miembros se distinguen por escalas a veces opacas. Tienen delgadas exasporas y frondas monomórficas.
Esta tribu contiene siete géneros.

## Géneros
- Dicranoglossum
- Neurodium
- Pecluma
- Polypodiopteris
- Polypodium
- Solanopteris
- Thylacopteris